# António Costa
António Luís Santos da Costa, (sinh ngày 17 tháng 7 năm 1961) là một luật sư người Bồ Đào Nha hiện giữ chức Chủ tịch Hội đồng châu Âu và là cựu thủ tướng Bồ Đào Nha, nắm giữ chức vụ này từ ngày 26 tháng 11 năm 2015. Trước đây, ông là Bộ trưởng Bộ Quốc phòng từ năm 1997 đến năm 1999, Bộ trưởng Bộ Tư pháp từ năm 1999 đến năm 2002, Bộ trưởng Bộ Ngoại giao và Bộ Nội vụ từ năm 2005 đến năm 2007, và Thị trưởng Lisbon từ năm 2007 đến năm 2015. Ông được bầu làm Tổng thư ký của Đảng Xã hội tháng 9 năm 2014.

## Xuất thân và giáo dục
Costa sinh năm 1961 tại São Sebastião da Pedreira, Lisbon, con trai của nhà văn Orlando da Costa. Cha của ông là Goan, người Bồ Đào Nha và gốc Pháp. Mẹ của ông là Maria Antónia Palla, một nhà báo người Bồ Đào Nha và nhà hoạt động nữ quyền nổi tiếng.
Costa nghiên cứu luật trong những năm 1980 ở Lisbon, khi ông lần đầu tiên vào chính trị và được bầu làm phó của xã hội chủ nghĩa vào hội đồng thành phố. Ông sau đó đã thực hành pháp luật một thời gian ngắn từ năm 1988, trước khi vào chính trị toàn thời gian.

## Sự nghiệp chính trị
Vai trò đầu tiên của Costa trong một chính phủ xã hội là Bộ trưởng Quốc phòng dưới thời Thủ tướng António Guterres từ năm 1997 đến năm 1999. Ông là Bộ trưởng Tư pháp từ năm 1999 đến 2002.
Costa là thành viên của Nghị viện châu Âu cho Đảng Xã hội Chủ nghĩa (PES), đứng đầu danh sách các cuộc bầu cử ở Châu Âu năm 2004 sau cái chết gay gắt của ứng viên hàng đầu António de Sousa Franco. Vào ngày 20 tháng 7 năm 2004, ông được bầu làm một trong 14 vị Phó Chủ tịch Quốc hội Châu Âu. Ông cũng phục vụ trong Ủy ban Tự do Dân sự, Công lý và Nội vụ.
Costa từ chức MEP vào ngày 11 tháng 3 năm 2005 để trở thành Bộ trưởng Bộ Ngoại giao và Chính quyền của chính phủ José Sócrates sau cuộc bầu cử năm 2005.